# Februarius

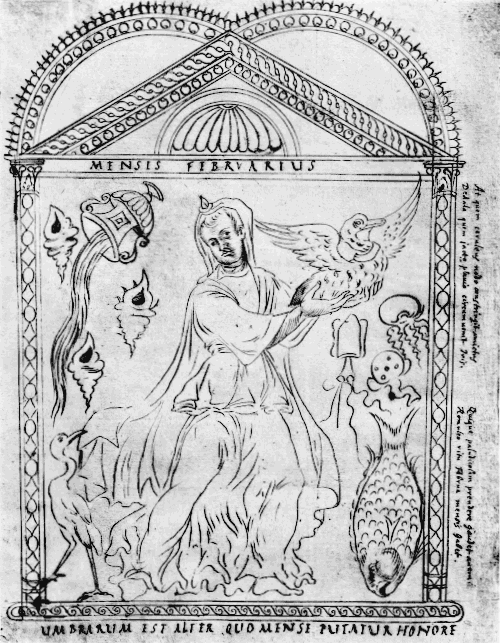
Februarius, allégorie par Filocalus, IVe siècle

Februarius (février) est le douzième et dernier mois du calendrier romain. D'après Ovide, ce mois était considéré comme un temps à risque par le passage entre la fin et le commencement de l'année. Cela impliquait des risques pour la communauté des vivants de contamination par contact avec l'Au-delà ; donc il fallait un mois de purification universelle annuelle et de renouveau : c'est le rituel de Februa (purification) ou Lupercales, du 13 au 15 février.
Ce mois avait 28 jours (ou 29 jours tous les 4 ans).

## Calendrier
| Février | Februarius                                        |
| ------- | ------------------------------------------------- |
| 1       | Kalendis Februariis                               |
| 2       | ante diem IV (quartum) Nonas Februarias           |
| 3       | ante diem III (tertium) Nonas Februarias          |
| 4       | pridie Nonas Februarias                           |
| 5       | Nonis Februariis                                  |
| 6       | ante diem VIII (octavum) Idus Februarias          |
| 7       | ante diem VII (septimum) Idus Februarias          |
| 8       | ante diem VI (sextum) Idus Februarias             |
| 9       | ante diem V (quintum) Idus Februarias             |
| 10      | ante diem IV (quartum) Idus Februarias            |
| 11      | ante diem III (tertium) Idus Februarias           |
| 12      | pridie Idus Februarias                            |
| 13      | Idibus Februariis                                 |
| 14      | ante diem XVI (sextum decimum) Kalendas Martias   |
| 15      | ante diem XV (quintum decimum) Kalendas Martias   |
| 16      | ante diem XIV (quartum decimum) Kalendas Martias  |
| 17      | ante diem XIII (tertium decimum) Kalendas Martias |
| 18      | ante diem XII (duodecimum) Kalendas Martias       |
| 19      | ante diem XI (undecimum) Kalendas Martias         |
| 20      | ante diem X (decimum) Kalendas Martias            |
| 21      | ante diem IX (nonum) Kalendas Martias             |
| 22      | ante diem VIII (octavum) Kalendas Martias         |
| 23      | ante diem VII (septimum) Kalendas Martias         |
| 24      | ante diem VI (sextum) Kalendas Martias            |
| 25      | ante diem V (quintum) Kalendas Martias            |
| 26      | ante diem IV (quartum) Kalendas Martias           |
| 27      | ante diem III (tertium) Kalendas Martias          |
| 28      | pridie Kalendas Martias                           |

Februarius (in annis intercalaribus) (année bissextile)
| Février | Februarius                                |
| ------- | ----------------------------------------- |
| 24      | ante diem VI (sextum) Kalendas Martias    |
| 25      | ante diem VI (bissextum) Kalendas Martias |
| 26      | ante diem V (quintum) Kalendas Martias    |
| 27      | ante diem IV (quartum) Kalendas Martias   |
| 28      | ante diem III (tertium) Kalendas Martias  |
| 29      | pridie Kalendas Martias                   |

## Source
Histoire romaine à l'usage de la jeunesse. Revue et complétée par l'Abbé Courval. Librairie Poussielgue. 1887